# Genestelle
Genestelle är en kommun i departementet Ardèche i regionen Auvergne-Rhône-Alpes i sydöstra Frankrike. Kommunen ligger  i kantonen Antraigues-sur-Volane som ligger i arrondissementet Largentière. År 2022 hade Genestelle 269 invånare.

## Befolkningsutveckling
Antalet invånare i kommunen Genestelle
Referens: INSEE